# سرعت برانباشت
در لرزه‌شناسی بازتابی، سرعت برانباشت (انگلیسی: Stacking velocity) یا سرعت برون‌راند بهنجار (NMO)، مقدار سرعت لرزه‌ای به‌دست‌آمده از بهترین برازش منحنی زمان سیر توسط یک هذلولی است. تقریب هذلولی به منحنی زمان سیر (زمان سیر دو طرفه در مقابل دوراُفت) با نام برون‌راند بهنجار (NMO) شناخته می‌شود. روش یافتن بهترین تناسب در گردآوری‌های لرزه‌ای نقطه میانی مشترک (CMP) به عنوان تحلیل سرعت NMO شناخته می‌شود.